# Pterichis saxicola
Pterichis saxicola är en orkidéart som beskrevs av Rudolf Schlechter. Pterichis saxicola ingår i släktet Pterichis och familjen orkidéer.
Artens utbredningsområde är Bolivia. Inga underarter finns listade i Catalogue of Life.